# Fernando Estévez
Fernando Estévez de Salas (La Orotava, 3 marzo 1788 – San Cristóbal de La Laguna, 14 agosto 1854) è stato uno scultore, pittore, urbanista e docente di disegno spagnolo, capo dell'arte neoclassico nelle isole Canarie.
È considerato lo scultore più importante nella storia delle Isole Canarie.

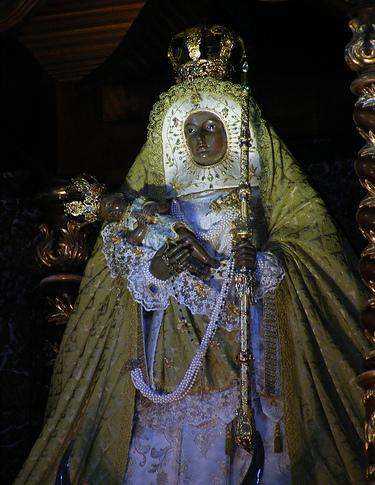
Vergine della Candelaria (patrona delle Isole Canarie).

## Biografia
Fernando Estévez è nato nel 1788 a La Orotava, nel nord dell'isola di Tenerife, dove il padre aveva il suo laboratorio a casa l'argento. Fin dai suoi primi anni, Fernando ha mostrato un talento per l'arte visiva.
Oltre al lavoro di argento, Fernando ha avuto una grande vocazione per evocare l'artista paesaggio urbano. La prima formazione artistica è stato ricevuto da Fernando Estévez nel convento francescano di San Lorenzo a La Orotava. Lì incontrò il pittore, scultore e architetto José Luján Pérez, così ha lavorato nel suo studio a Las Palmas de Gran Canaria fino al 1808 in cui Fernando Estevez ha aperto il proprio laboratorio a La Orotava. Nel 1846 apre un laboratorio a Santa Cruz de Tenerife. In seguito, ha anche insegnato presso l'Accademia Provinciale di Belle Arti.

## Opere artistiche

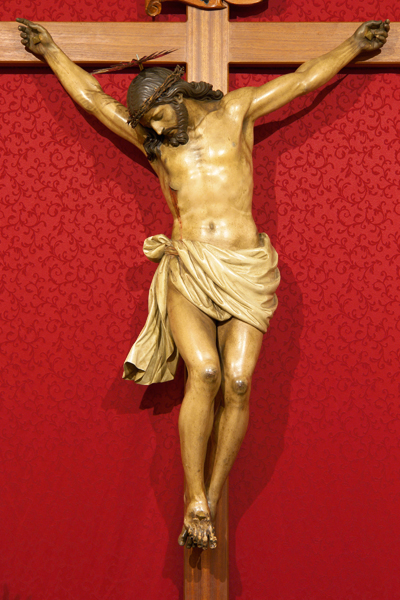
Cristo crocifisso si trova nella sala capitolare della Cattedrale de La Laguna.

Le sue sculture rappresentano temi esclusivamente religiosi. Tra le sue opere più importanti sono inclusi a Tenerife; scultura del Cristo crocifisso si trova nella sala capitolare della Cattedrale de La Laguna. Inoltre, l'immagine raffigurante l'arresto di Gesù 'nel Giardino degli Ulivi nella Chiesa di Nostra Signora della Concezione (San Cristóbal de La Laguna) e l'Immacolata Concezione, che si trova nella stessa chiesa. La sua opera più famosa è senza dubbio la Vergine della Candelaria (patrona delle Isole Canarie), creato nel 1827 per sostituire l'immagine originale che è scomparso nel 1826 dopo una tempesta.
In altre isole includere: A Santa Cruz de La Palma il Cristo dil Perdono e della Vergine del Carmine, che sono nella Chiesa del Salvatore. A Lanzarote, egli sottolinea l'immagine della Vergine di Candelaria nella Chiesa di San Roque, Tinajo. Sull'isola di Gran Canaria immagini della Madonna del Rosario (Chiesa di Santo Domingo, Las Palmas) e San Giovanni Battista, en la Basilica San Juan Bautista a Telde.

## Onori
- Fernando Estévez è considerato Hijo Ilustre di La Orotava.
- La scuola d'arte principale nelle isole Canarie è chiamata: Escuela de Arte y Superior de Diseño Fernando Estévez che si trova a Santa Cruz de Tenerife.